# Zachyłek łonowy
Zachyłek łonowy (łac. recessus pubicus) – w anatomii człowieka przednia część dołu kulszowo-odbytniczego. Znajduje się pomiędzy dwiema przeponami, a dokładniej pomiędzy powięzią dolną przepony miedniczej a powięzią górną przepony moczowo-płciowej.